# ジョン・ペティ (第2代ランズダウン侯爵)

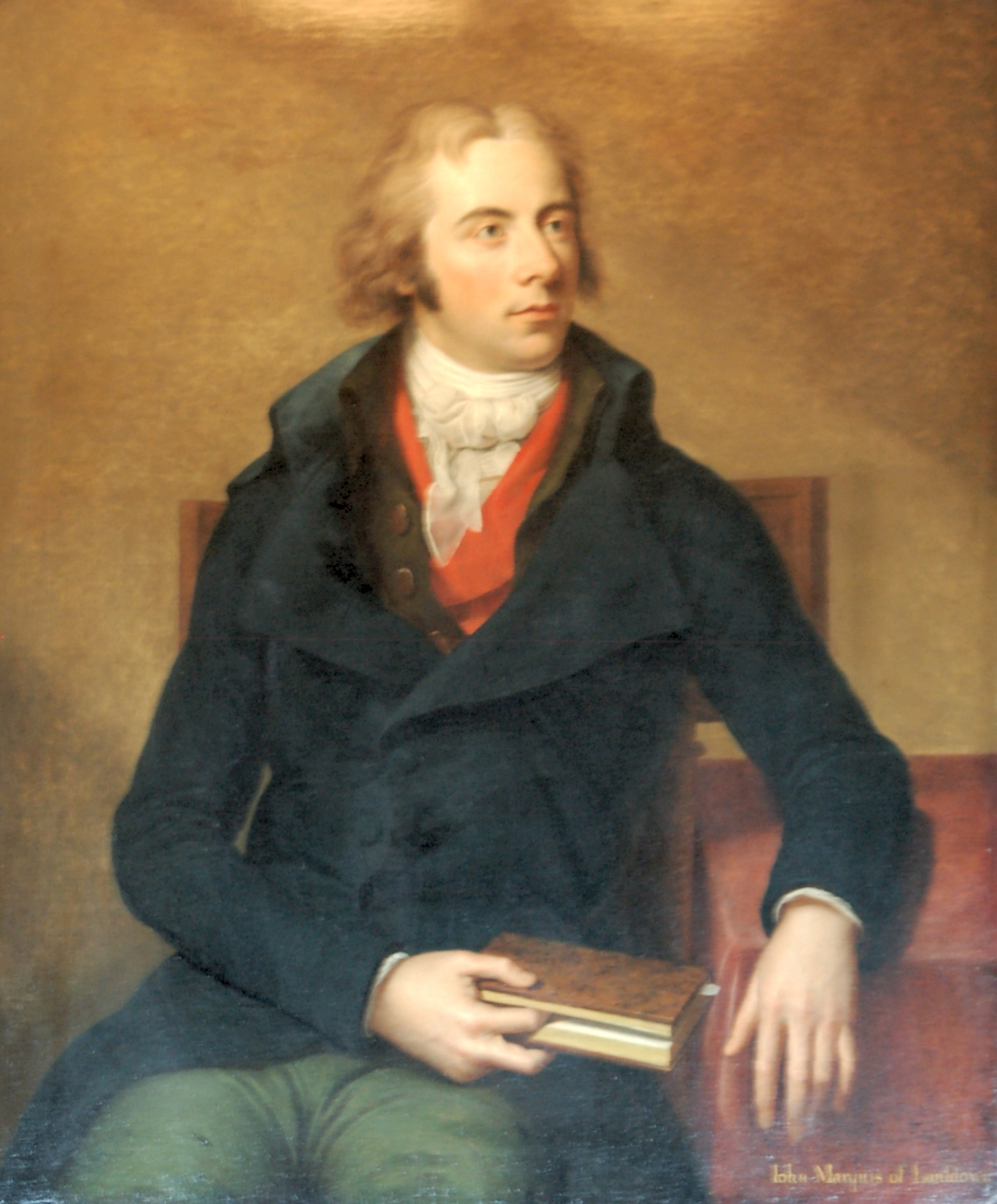
第2代ランズダウン侯爵の肖像画、フランソワ＝グザヴィエ・ファーブル作。

第2代ランズダウン侯爵ジョン・ヘンリー・ペティ（英語: John Henry Petty, 2nd Marquess of Lansdowne、1765年12月6日 - 1809年11月15日）は、イギリスの貴族、政治家。アメリカ合衆国の独立を承認するパリ条約を締結したイギリス首相初代ランズダウン侯爵ウィリアム・ペティと1人目の妻ソフィア・カートレットの長男。1765年から1784年までフィッツモーリス子爵の、1784年から1805年までウィカム伯爵の儀礼称号を使用した。

## 生涯
初代ランズダウン侯爵ウィリアム・ペティと1人目の妻ソフィア（Sophia、1745年8月26日 – 1771年1月5日、旧姓カートレット（Carteret）、第2代グランヴィル伯爵ジョン・カートレットの娘）の息子として、1765年12月6日に生まれた。1783年にオックスフォード大学クライスト・チャーチに入学、1785年7月12日にM.A.の学位を修得した。その一方で1784年から1790年まで大陸ヨーロッパを旅した。
1786年から1802年まで父の選挙区だったウィカム選挙区で当選して庶民院議員を務めたが、1794年夏から1797年1月までは海外に滞在した。
1809年11月15日にバークリー・スクエアの自宅で死去、23日にパディントンで埋葬された。異母弟ヘンリーが爵位を継承した。

## 家族
1805年5月20日、マリア・アラベラ・マドック（Maria Arabella Maddock、1833年4月24日没、ヒントン・マドックの娘）と結婚したが、2人の間に子供はいなかった。